# Pohwates
Pohwates is een bestuurslaag in het regentschap Bojonegoro van de provincie Oost-Java, Indonesië. Pohwates telt 2269 inwoners (volkstelling 2010).